# Lozenska planina
Lozenska planina este o arie protejată (arie specială de conservare — SAC, sit de importanță comunitară — SCI) din Bulgaria întinsă pe o suprafață de 1.296,04 ha, integral pe uscat.

## Localizare
Centrul sitului Lozenska planina este situat la coordonatele 42°35′17″N 23°28′21″E / 42.5881°N 23.4725°E.

## Înființare
Situl Lozenska planina a fost declarat sit de importanță comunitară în martie 2007 pentru a proteja 1 specie de plante și 11 specii de animale. Situl a fost protejat și ca arie specială de conservare în decembrie 2020.

## Biodiversitate
Situată în ecoregiunea continentală, aria protejată conține 11 habitate naturale: Lacuri eutrofice naturale cu vegetație de tip Magnopotamion sau Hydrocharition, Formațiuni de Juniperus communis pe lande sau pajiști calcaroase, Pajiști uscate seminaturale și facies de acoperire cu tufișuri pe substraturi calcaroase (Festuco-Brometalia) (* situri importante pentru orhidee), Formațiuni ierboase bogate în specii de Nardus, dezvoltate pe substraturi silicioase în zone montane (și în zone submontane, în Europa continentală), Pajiști uscate din regiunea submediteraneeană estică (Scorzoneratalia villosae), Liziere de ierburi înalte hidrofile de câmpie și de nivel montan până la alpin, Fânețe montane, Păduri de fag Asperulo-Fagetum, Păduri de fag din Europa Centrală dezvoltate pe sol calcaros cu Cephalanthero-Fagion, Păduri de stejar și carpen Galio-Carpinetum, Păduri panonice-balcanice de stejar turcesc - stejar sesil.
La baza desemnării sitului se află mai multe specii protejate:
- plante (1): Echium russicum
- amfibieni (2): izvoraș-cu-burta-galbenă (Bombina variegata), Triturus karelinii
- mamifere (3): liliac cu urechi de șoarece (Myotis blythii), liliac comun (Myotis myotis), liliacul mic cu potcoavă (Rhinolophus hipposideros)
- nevertebrate (5): Bolbelasmus unicornis, Euplagia quadripunctaria, croitorul cenușiu al stejarului (Morimus funereus), Osmoderma eremita, Polyommatus eroides
- reptile (1): țestoasa de baltă (Emys orbicularis)

Pe lângă speciile protejate, pe teritoriul sitului au mai fost identificate 3 specii de amfibieni, 10 specii de mamifere, 8 specii de reptile.